# Балша (Болгария)
Балша (болг. Балша) — село в Болгарии. Находится в городской области Софии, входит в общину Столична. Население по переписи населения 2011 года — 726 человек.

## Политическая ситуация
В местном кметстве Балша, в состав которого входит Балша, должность кмета (старосты) по результатам выборов исполняет Емил Янакиев по результатам выборов, прежде кметом был Свилен Вучков Игнатов (Болгарская социалистическая партия (БСП)).
Кмет (мэр) общины Столична — Йорданка Фандыкова (Граждане за европейское развитие Болгарии (ГЕРБ)) по результатам выборов.